# ذخیره‌گاه طبیعی علی بوتوش
ذخیره‌گاه طبیعی علی بوتوش (بلغاری: Али ботуш) یک ذخیره‌گاه طبیعی در شهرستان ساندانسکی و شهرستان هاجیدیموفو، استان بلاگووگراد، بلغارستان است.
این منطقه که در سال ۱۹۵۱ تشکیل شده دارای ۱۶٫۳۸ کیلومترمربع وسعت است.

## نگارخانه

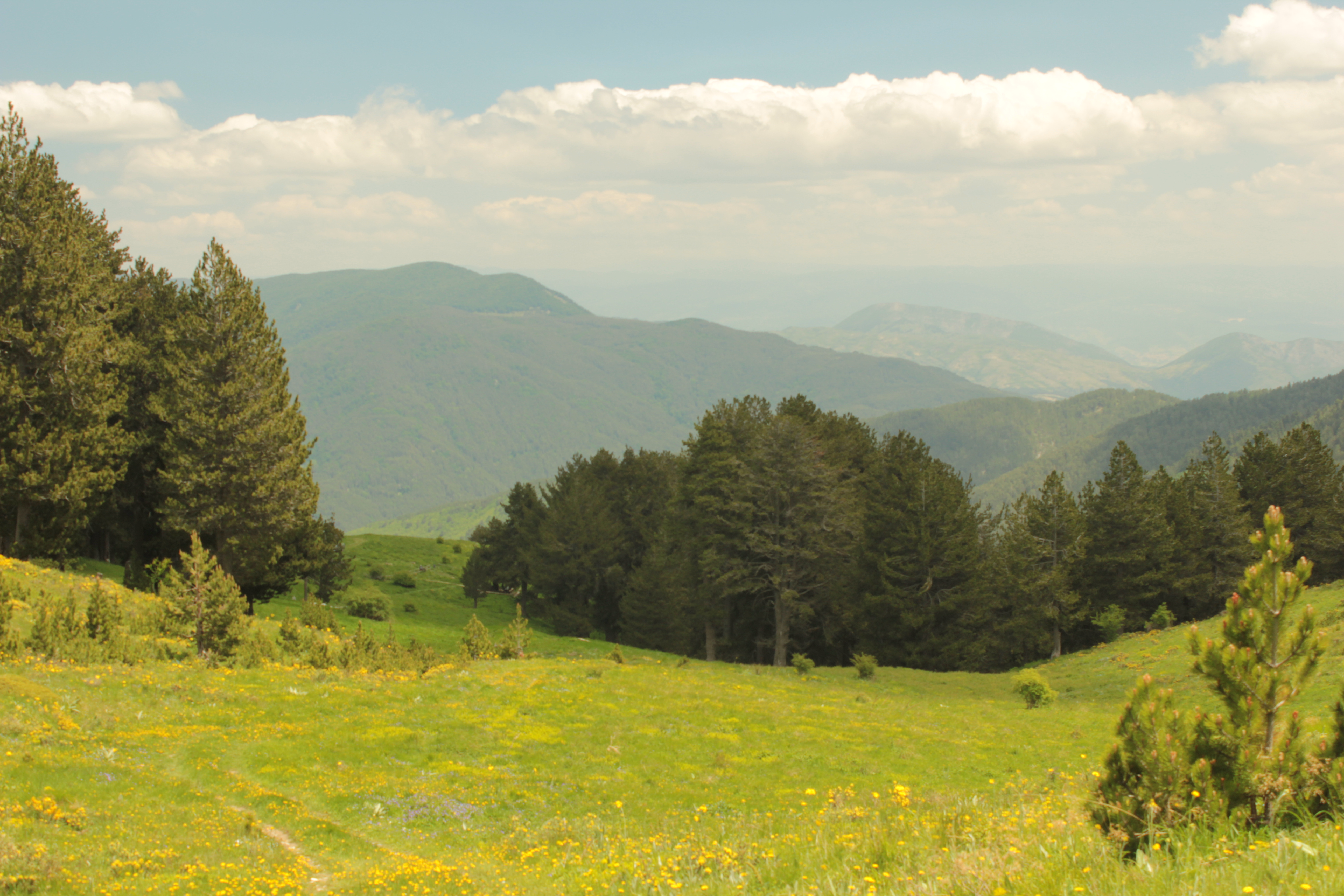
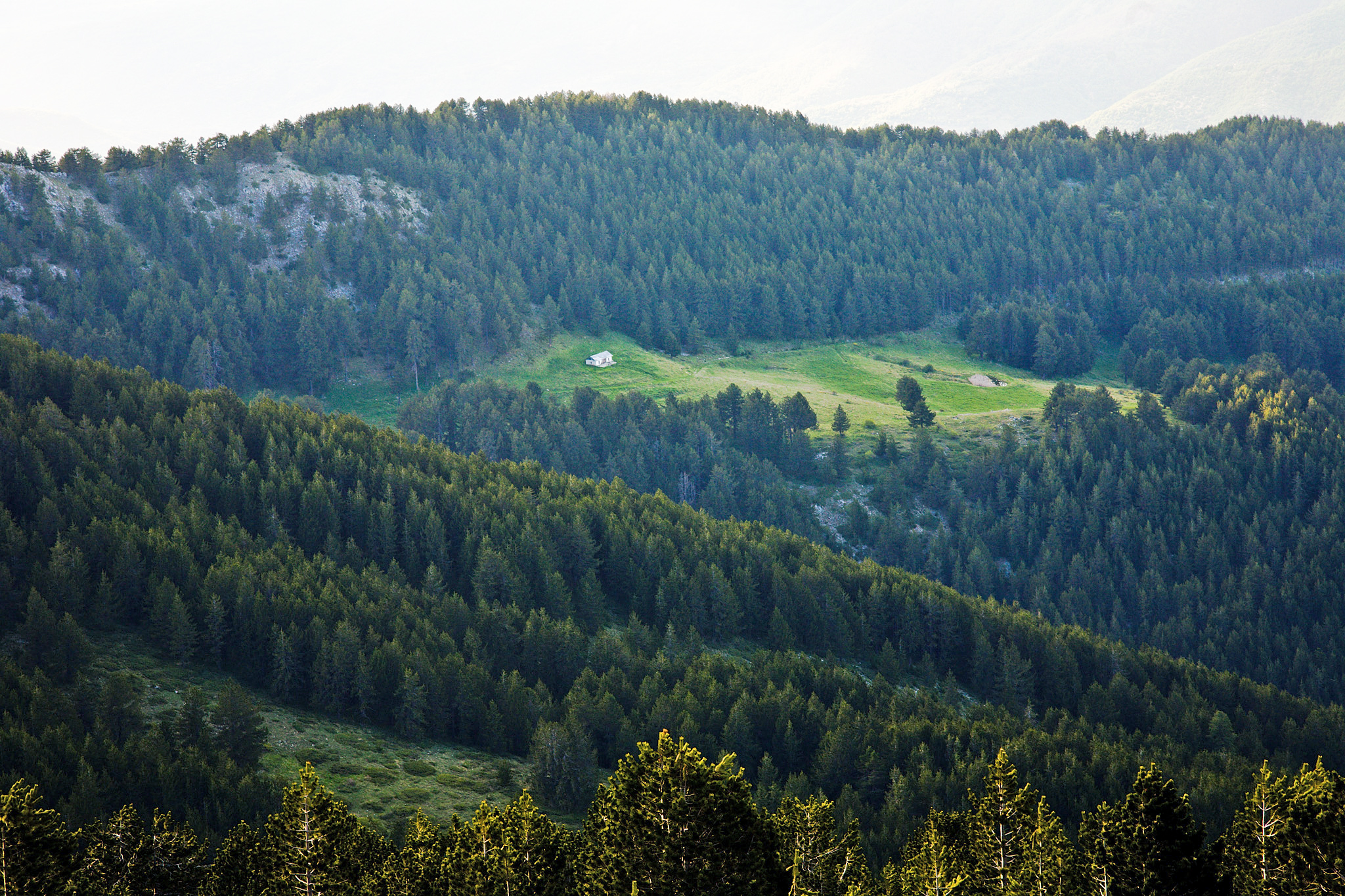